# Nekrolog 1198
Nekrolog
◄◄
| ◄
| 1194
| 1195
| 1196
| 1197
| 1198 | 1199 | 1200 | 1201 | 1202 | ► | ►►
Weitere Ereignisse | Allgemeiner Nekrolog 1198
Die Beschreibung der verstorbenen Person sollte so kurz wie möglich gehalten sein und nur deren signifikante Tätigkeit(en) enthalten.
Neue Namen ggf. auch unter dem Geburts- und Sterbedatum, also etwa unter 1. Januar und im Geburts- und Sterbejahr (2024) eintragen (nur bei entsprechender großer Wichtigkeit). Für Beispiele siehe die schon vorhandenen Artikel.
Außerdem über die fünf zuletzt Verstorbenen, zu denen es einen ausreichend guten Artikel für eine Präsentation auf der Hauptseite gibt, nach der todesbedingten Überarbeitung der Artikel ggf. auch unter Wikipedia Diskussion:Hauptseite informieren und sie am besten auch in den anderen Wikipedia-Sprachversionen eintragen. Tipp: Regelmäßig bei news.google.de nach „ist tot“, „gestorben“ oder „verstorben“ suchen.
Wenn eine Person gestorben ist, gibt es viele Seiten zu dieser Person in der Wikipedia, die davon auch betroffen sind und entsprechend aktualisiert werden müssen. Beispiele: Namenübersichtsseite, Geburtsjahr, Geburtsort-Seiten und viele mehr.
Wie finde ich die betroffenen Seiten?
Im Suchfeld auf der linken Seite gibt man den Suchbegriff so ein: „Vorname Nachname“. Dann klickt man auf Volltext und alle Seiten mit entsprechendem Suchtext werden aufgerufen. Hier sieht man dann schnell, wo auch das Todesjahr Sinn macht oder sogar ein Teil des Artikels angepasst werden muss. Auch hilft das „Werkzeug“ auf der linken Seite sehr gut, um solche Seiten aufzufinden: „Links auf diese Seite“. Somit ist die Wikipedia wieder aktuell in allen Bereichen! Hinweis: bei Eintragung der Kategorie „Gestorben JAHR“ wird der Missbrauchsfilter 49 ausgelöst, was jedoch nicht schlimm ist. Siehe: Spezial:Missbrauchsfilter/49
Dies ist eine Liste von im Jahr 1198 verstorbenen bekannten Persönlichkeiten. Die Einträge erfolgen innerhalb der einzelnen Daten alphabetisch sortiert. Tiere sind im Nekrolog für Tiere zu finden.

## Januar
| Tag        | Name           | Beruf, bekannt als | Alter | Beleg |
| ---------- | -------------- | ------------------ | ----- | ----- |
| 8. Januar  | Coelestin III. | Papst              |       |       |
| 21. Januar | Gerhard Unmaze | Kaufmann aus Köln  |       |       |

## Februar
| Tag        | Name      | Beruf, bekannt als | Alter | Beleg |
| ---------- | --------- | ------------------ | ----- | ----- |
| 1. Februar | Walram I. | Graf von Nassau    |       |       |

## März
| Tag      | Name               | Beruf, bekannt als                                   | Alter | Beleg |
| -------- | ------------------ | ---------------------------------------------------- | ----- | ----- |
| 11. März | Marie de Champagne | Regentin der Champagne                               |       |       |
| 27. März | Hugh de Nonant     | anglonormannischer Geistlicher, Bischof von Coventry |       |       |

## April
| Tag       | Name         | Beruf, bekannt als    | Alter | Beleg |
| --------- | ------------ | --------------------- | ----- | ----- |
| 16. April | Friedrich I. | Herzog von Österreich |       |       |

## Mai
| Tag    | Name             | Beruf, bekannt als   | Alter | Beleg |
| ------ | ---------------- | -------------------- | ----- | ----- |
| 5. Mai | Sophia von Minsk | Königin von Dänemark |       |       |

## Juli
| Tag      | Name                     | Beruf, bekannt als                              | Alter | Beleg |
| -------- | ------------------------ | ----------------------------------------------- | ----- | ----- |
| 7. Juli  | Georg II. Xiphilinos     | Patriarch von Konstantinopel (1191–1198)        |       |       |
| 14. Juli | Sieghard von Schauenburg | 46. Abt des Klosters Lorsch                     |       |       |
| 17. Juli | Nerses von Lambron       | Erzbischof der Armenischen Apostolischen Kirche |       |       |
| 24. Juli | Berthold                 | Bischof von Livland                             |       |       |

## August
| Tag | Name | Beruf, bekannt als | Alter | Beleg | 23. August | Engelbert | Abt des Benediktinerklosters Liesborn (1190–1198) |  |  |

## September
| Tag           | Name                          | Beruf, bekannt als                                     | Alter | Beleg |
| ------------- | ----------------------------- | ------------------------------------------------------ | ----- | ----- |
| 1. September  | Dulce von Barcelona           | aragonesische Prinzessin und Königin von Portugal      |       |       |
| 10. September | Richard fitz Nigel            | Lord High Treasurer von England und Bischof von London |       |       |
| 15. September | Friedrich II. von Wittelsbach | Pfalzgraf in Bayern                                    |       |       |

## November
| Tag          | Name                             | Beruf, bekannt als                                           | Alter | Beleg |
| ------------ | -------------------------------- | ------------------------------------------------------------ | ----- | ----- |
| 27. November | Abraham ben David von Posquières | französischer Rabbiner                                       |       |       |
| 27. November | Konstanze von Sizilien           | Königin von Sizilien, Kaiserin des Heiligen Römischen Reichs |       |       |
| 29. November | Al-Aziz                          | zweiter Sultan der Ayyubiden in Ägypten (1193–1198)          |       |       |

## Dezember
| Tag          | Name            | Beruf, bekannt als                         | Alter | Beleg |
| ------------ | --------------- | ------------------------------------------ | ----- | ----- |
| 10. Dezember | Averroes        | andalusisch-arabischer Philosoph, Arzt     | 72    |       |
| 24. Dezember | William de Vere | Lordkanzler und Siegelbewahrer von England |       |       |

## Datum unbekannt
| Tag | Name                       | Beruf, bekannt als                                  | Alter | Beleg |
| --- | -------------------------- | --------------------------------------------------- | ----- | ----- |
|     | Barompa Dharma Wangchug    | tibetischer Buddhist                                |       |       |
|     | Bernhard II. von Ratzeburg | Graf von Ratzeburg                                  |       |       |
|     | Ruaidhrí Ua Conchobair     | König von Connacht und letzter Hochkönig von Irland |       |       |
|     | Siroslaus II.              | Bischof von Breslau                                 |       |       |